# ران معیوب
ران معیوب (به انگلیسی: Ron's Gone Wrong) یک انیمیشن علمی تخیلی کمدی محصول سال ۲۰۲۱ به کارگردانی سارا اسمیت و ژان فیلیپ واین و نویسندگی پیتر بینهام و اسمیت است. این فیلم با صداپیشگی جک دیلن گریزر در نقش بارنی، داستان یک دانش آموز راهنمایی بی‌دست و پا از نظر اجتماعی را روایت می‌کند که با یک ربات معیوب به نام ران، با صداپیشگی زک گالیفیاناکیس، دوست می‌شود. اد هلمز، جاستیس اسمیت، راب دیلینی و اولیویا کولمن از جمله صداپیشگان دیگر این فیلم هستند.
ساخت پویانمایی و صداپیشگی فیلم همه از راه دور در طول همه‌گیری کووید ۱۹ انجام شد.
این فیلم اولین نمایش جهانی خود را در جشنواره فیلم بی‌اف‌آی لندن ۲۰۲۱ در ۹ اکتبر ۲۰۲۱ داشت و در ۱۵ اکتبر در بریتانیا و در ۲۲ اکتبر ۲۰۲۱ در ایالات متحده توسط استودیوهای قرن بیستم اکران شد. این اولین فیلم بلند انیمیشنی است که با نام جدید استودیو، استودیوهای قرن بیستم، پس از خرید کمپانی فاکس قرن بیست و یکم توسط دیزنی، به نمایش درآمد. این انیمیشن ۶۱ میلیون دلار در سرتاسر جهان فروخت و به‌طور کلی نقدهای مثبتی از منتقدان دریافت کرد.
این انیمیشن با عنوان ران معیوب از صدا و سیمای ایران پخش شد.

## داستان
در دهکدهٔ نانساچ (به معنی: ناکجاآباد) در کالیفرنیا، شرکت بزرگ فناوری «بابِل» جدیدترین اختراع خود را معرفی می‌کند: «بابِل‌بات» یا به‌اختصار «بی‌بات»؛ روباتی هوشمند که به‌کمک الگوریتم‌های اجتماعی برای پیدا کردن دوست طراحی شده است. این ربات را «مارک وایدل»، مدیرعامل شرکت بابِل، با هدف ایجاد دوستی میان بچه‌ها ساخته است.
بارنی پودوسکی، نوجوانی در مدرسهٔ راهنمایی، که مادرش را از دست داده، تنها دانش‌آموزی است که بی‌بات ندارد. دوستان قدیمی او، ساوانا، ریچ، نوآ و آوا، همه جذب بی‌بات‌های شخصی خود شده‌اند. در روز تولد بارنی، پدرش گراهام و مادربزرگ ۷۸ ساله‌اش دانکا متوجه می‌شوند که او دوستی ندارد. آن‌ها شتاب‌زده به فروشگاه بابِل می‌روند، اما دیر می‌رسند. در نهایت یک بی‌بات آسیب‌دیده که از ماشین حمل‌ونقل افتاده بوده را می‌خرند.
بارنی این بی‌بات را به‌عنوان هدیهٔ تولد دیرهنگام دریافت می‌کند، اما هنگام فعال‌سازی متوجه می‌شود که بی‌بات دچار نقص و اشکال‌های عجیب است. او که نمی‌خواهد پدرش را ناراحت کند، تصمیم می‌گیرد آن را برای تعمیر به فروشگاه برگرداند، اما در راه با ریچ و دوستانش روبه‌رو می‌شود که او را دست می‌اندازند. بی‌بات که ویژگی‌های ایمنی‌اش غیرفعال شده، به مقابله با آن‌ها برمی‌خیزد و با بارنی فرار می‌کند. ریچ با پلیس تماس می‌گیرد و آن‌ها همراه گراهام و دانکا به فروشگاه بابِل برده می‌شوند تا بی‌بات بازیافت شود. اما بارنی که دلش نمی‌آید از بی‌بات جدا شود، او را پنهانی نجات می‌دهد و نامش را از روی شمارهٔ مدلش «ران بینتسکتسکو» می‌گذارد: R0NB1NT5CAT5CO.
وقتی خبر ماجرا به بیرون درز می‌کند، مارک از این‌که ران از برنامه‌ریزی‌اش فراتر رفته خوشحال می‌شود، اما همکارش اندرو موریس آن را یک رسوایی می‌داند و اصرار دارد که ران باید نابود شود. بارنی به ران یاد می‌دهد چطور یک دوست خوب باشد. در این بین ساوانا نیز به ران یادآوری می‌کند که هدفش کمک به بارنی برای پیدا کردن دوست است. با وجود مخالفت بارنی، ساوانا ویدئویی از کارهای ران را آنلاین منتشر می‌کند و بابِل متوجه ماجرا می‌شود.
روز بعد، ران از خانه بیرون می‌زند و سعی می‌کند برای بارنی دوست پیدا کند. او افراد تصادفی را به مدرسه می‌آورد و باعث دردسر می‌شود. ریچ متوجه عملکرد باز ران می‌شود و آن را دانلود می‌کند. این باعث می‌شود که تمام بی‌بات‌ها ویژگی‌های ایمنی خود را از دست بدهند و آشوب به پا کنند. پیش از آن‌که اصلاحیه‌ای برای آن‌ها ارسال شود، ساوانا در برابر عموم تحقیر می‌شود.
بارنی از مدرسه اخراج می‌شود و از ران دلخور می‌شود. اما در خانه متوجه می‌شود که ران فقط تلاش کرده آن‌طور که یادگرفته، دوست خوبی باشد. او تصمیم می‌گیرد همراه ران فرار کند، چون کارمندان بابِل دنبالشان هستند. در راه، با ساوانا روبه‌رو می‌شود که هنوز از اتفاقات دیروز ناراحت است و به او می‌گوید می‌خواهد در جنگل پنهان شود. در همین حال، اندرو به مارک هشدار می‌دهد اما مارک به‌طور مخفیانه می‌خواهد با ران ملاقات کند. اندرو تمام بی‌بات‌های اطراف را برای پیدا کردن آن‌ها بسیج می‌کند.
بارنی و ران شب را در جنگل می‌گذرانند و ابتدا از آن لذت می‌برند، اما روز بعد طوفانی درمی‌گیرد. باتری ران تمام می‌شود و خاموش می‌گردد. بی‌بات‌ها آن‌ها را تعقیب می‌کنند ولی موفق می‌شوند فرار کنند. بارنی در شیار زمینی پنهان می‌شود اما دچار حملهٔ آسم می‌شود. اندرو که می‌خواهد ران ناپدید شود تا شرکت نجات یابد، دستور توقف جست‌وجو را می‌دهد و عملاً بارنی را به مرگ می‌سپارد. اما ران با استفاده از آخرین انرژی‌اش، بارنی را به کنار مدرسه می‌رساند، جایی که ساوانا، ریچ، نوآ و آوا برای کمک می‌شتابند. ران برای همیشه خاموش می‌شود.
بارنی در بیمارستان بهبود می‌یابد و با مارک دیدار می‌کند که ران را شبیه دیگر بی‌بات‌ها کرده است. بارنی اصرار دارد که شخصیت اصلی ران را از فضای ابری بازیابی کنند، اما اندرو اکنون کنترل شرکت را در دست دارد و مارک را بیرون کرده است. با نقشه‌ای پیچیده و کمک گراهام، دانکا و مارک، بارنی به مقر بابِل نفوذ می‌کند و موفق می‌شود داده‌های اصلی ران را بازیابی و دوباره بارگذاری کند.
بارنی درمی‌یابد که بابِل به‌طور مستقیم به اطلاعات بی‌بات‌ها دسترسی دارد و متوجه می‌شود که دوستانش هم مثل خودش تنها هستند. او پیشنهاد می‌دهد که همهٔ بی‌بات‌ها به سبک ران ارتقا یابند، حتی اگر به معنای از دست رفتن خود ران باشد. او با دلی سنگین با ران خداحافظی می‌کند، در حالی که کدهای ران در قالب الگوریتم دوستی مارک، در تمام بی‌بات‌ها منتشر می‌شود. مارک نیز با ضبط اعتراف اندرو دربارهٔ جاسوسی بی‌بات‌ها، او را مجبور می‌کند تا مدیریت را به او بازگرداند.
سه ماه بعد، همه بی‌بات‌هایی ناقص دارند، اما از شخصیت‌های عجیب و بامزه‌شان لذت می‌برند. بارنی که دیگر بی‌بات ندارد، اکنون اجتماعی‌تر شده و رابطه‌اش با دوستان قدیمی‌اش بهتر شده (از جمله پاک کردن ویدئوی تحقیرآمیز ساوانا). وقتی در زنگ تفریح با دوستانش وقت می‌گذراند، برج بزرگ بابِل در بالای شهر نانساچ تصویر صورت ران را نشان می‌دهد، که شاید نشانه‌ای از زنده بودن او باشد.

## بازیگران
- جک دیلن گریزر در نقش بارنی پودوسکی، دانش‌آموزی تنها و فاقد مهارت‌های اجتماعی در مقطع راهنمایی
- زک گالیفیناکیس در نقش R0NB1NT5CAT5CO (یا «ران بینتسکتسکو»)، بی‌بات خراب بارنی
- اد هلمز در نقش گراهام پودوسکی، پدر بارنی و پسر دانکا
- الیویا کلمن در نقش دانکا پودوسکی، مادربزرگ بارنی و مادر گراهام، که اصالتاً اهل بلغارستان است
- راب دلینی در نقش اندرو موریس، یکی از مدیران شرکت بابِل
- جاستیس اسمیث در نقش مارک وایدل، خالق بی‌بات و مدیرعامل شرکت بابِل
- کایلی کنترل در نقش ساوانا میدز، هم‌کلاسی محبوب بارنی
- ریکاردو کورتادو در نقش ریچ بلچر، هم‌کلاسی بارنی که او را اذیت می‌کند
- کالن جیمز مک‌کارتی در نقش نوآ، هم‌کلاسی بارنی و علاقه‌مند به بازی‌های ویدئویی
- آوا مورس در نقش آوا، هم‌کلاسی بارنی و علاقه‌مند به علم
- مارکوس اسکرایبنر در نقش الکس، یکی از نوچه‌های ریچ
- توماس باربوسکا در نقش جیدن، یکی دیگر از نوچه‌های ریچ
- روبی وکس در نقش خانم هارتلی، مدیر مدرسهٔ راهنمایی بارنی
- سارا میلر در نقش بری، مدیر فروشگاه بابِل
- کروپا پاتانی در نقش سیتا، همکار اندرو موریس
- مگان مک‌زکو در نقش خانم توماس، معلم مدرسهٔ بارنی
- آدری هسیه در نقش هارپر، دوست صمیمی ساوانا
- بنتلی کالو در نقش یک افسر پلیس آفریقایی-آمریکایی بی‌نام
- جان مک‌میلان و برنت مونت‌رگو در نقش تکنسین‌های بابِل
- دیوید منکین در نقش‌های:
  - شِین موتورسوار
  - آقای کلیور، مربی بسیار سخت‌گیر مدرسهٔ راهنمایی بارنی
- ایارا نمیرُفسکی در نقش الی
- لیام پین در نقش بی‌باتی بی‌نام که در یک صحنهٔ کوتاه توسط اندرو لگد زده می‌شود

## تولید

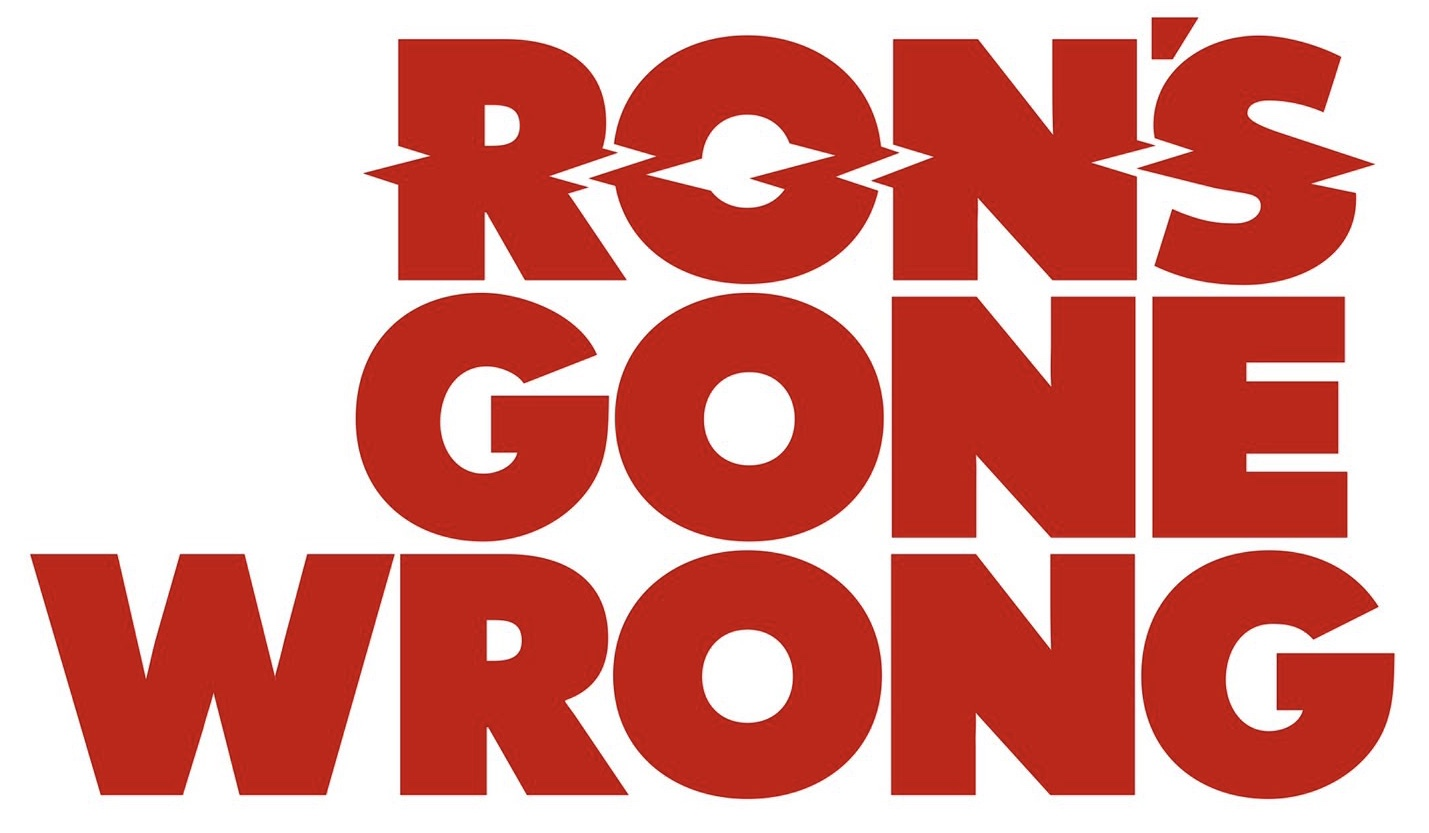
نشان‌وارهٔ عنوان فیلم

### توسعه و تولید
پس از تأسیس لاک‌اسمیت انیمیشن، سارا اسمیت تصمیم گرفت فیلمی بسازد دربارهٔ تأثیر اینترنت بر روابط کودکان و عزت‌نفس آن‌ها. او پس از تماشای فیلم او به این نتیجه رسید که این موضوع می‌تواند دست‌مایهٔ یک فیلم کودکانه قرار گیرد و گفت: «باید این فیلم را برای بچه‌ها بسازیم تا بتوانند آن تجربه‌ها را بهتر بفهمند.»
اسمیت ایدهٔ اولیهٔ داستان را، در قالب یک پاراگراف دربارهٔ رباتی که با تقلید یادمی‌گیرد، با پیتر بینهام در میان گذاشت. بینهام در پاسخ گفته بود: «اگه این ربات احمق و اعصاب‌خردکن باشه چی؟»
اگرچه فیلم، یک اثری پویانمایی بریتانیایی است، تصمیم خلاقانه‌ای گرفته شد تا داستان در حومه‌ای در آمریکا روایت شود. جولی لاکهارت، هم‌بنیان‌گذار لاک‌اسمیت، توضیح داد: «از منظر طراحی، از آن‌جا که شرکت‌های بزرگ فناوری در کالیفرنیا هستند، احساس کردیم که داستان باید آن‌جا اتفاق بیفتد. ما فیلم‌هایی می‌سازیم برای مخاطبان جهانی، نه لزوماً دربارهٔ فرهنگ بریتانیا.»
استودیو لاک‌اسمیت انیمیشن در مسیر پیدا کردن پخش‌کننده برای این پروژه با مشکلاتی روبه‌رو بود. در مه ۲۰۱۶، این استودیو قراردادی با پارامونت پیکچرز امضا کرد تا فیلم‌های لاک‌اسمیت را تحت برند پارامونت انیمیشن توزیع کند. اما سال بعد، با جایگزینی برد گری توسط جیم جیانوپولوس به‌عنوان رئیس جدید پارامونت، این قرارداد لغو شد.
در سپتامبر ۲۰۱۷، لاک‌اسمیت قراردادی چندساله با استودیوهای قرن بیستم بست تا فیلم‌هایش را تحت برند انیمیشن قرن بیستم منتشر کند. هدف آن‌ها این بود که هر ۱۲ تا ۱۸ ماه، یک فیلم به‌صورت سینمایی اکران شود. اما با خرید شرکت فاکس قرن بیست و یکم توسط والت دیزنی، نگرانی‌هایی پیش آمد که مبادا این قرارداد نیز لغو شود. سارا اسمیت این اتفاق را «ترسناک» توصیف کرد و گفت ارائه پروژه به مدیران دیزنی مثل «بردن زغال به نیوکاسل» است (اصطلاحی برای کار بی‌فایده). با این حال، در نهایت دیزنی از پروژه پشتیبانی کرد.
پس از آغاز تولید فیلم، لاک‌اسمیت برای سه پروژه بعدی‌اش («پری‌های بدجنس»، «وقایع‌نگاری‌های ماه» و «خرگوش ویِد») به برادران وارنر پیکچرز منتقل شد.
در ۱۲ اکتبر ۲۰۱۷ اعلام شد که این پروژه با عنوان «ران خراب شده» نخستین فیلم بلند انیمیشنی لاک‌اسمیت خواهد بود. آلساندرو کارلونی و ژان-فیلیپ وین همراه با اکتاویو ای. رودریگز به‌عنوان کارگردانان مشترک معرفی شدند. شرکت جلوه‌های ویژه دابل نگتیو نیز به‌عنوان شریک تولید دیجیتال برای ساخت پویانمایی رایانه‌ای فیلم همکاری کرد و در تیتراژ با عنوان «پویانمایی بلند توسط دابل نگتیو» معرفی شد.
همچنین، پیتر بینهام (که پیش‌تر با اسمیت روی «آرتور کریسمس» همکاری داشت) و الیزابت مرداک نیز به‌عنوان تهیه‌کنندگان اجرایی فیلم معرفی شدند.
در نمایش‌های آزمایشی، اسمیت متوجه شد که شخصیت «دانکا» نزد کودکان بسیار محبوب است. صحنه‌ای که دانکا با ران روی میز می‌رقصد، به گفتهٔ اسمیت، «نوعی کمدی بود که بچه‌ها قبلاً ندیده بودند» و از صحنه‌های موردعلاقه‌شان شد.